# Prestosuchidae
Prestosuchidae eram um grupo de arcossauros carnívoros do Triássico. Eles eram grandes e ativos predadores terrestres, variando de cerca de 2,5 a 7 metros de comprimento. Eles sucederam o Erythrosuchidae como o maior arcossauros de seu tempo. Embora lembrando Erythrosuchidae em tamanho e algumas características do crânio e do esqueleto, eles eram mais avançados em sua postura ereta e tornozelo como dos crocodilos, o que indica a caminhar mais eficiente. Prestosuchideos floresceram em todo o Triássico médio e o início do Triássico Superior. Os fósseis são conhecidos na Europa, Índia, África (Tanganica), Argentina e Rio Grande do Sul no Brasil. No entanto, os especialistas discordam sobre as relações filogenéticas do grupo, o gênero deve ser incluído de fato como Prestosuchidae ou constituem uma família distinta além da Rauisuchidae.

## Classificação
Em 1957, Alan Charig propôs a nova família Prestosuchidae, para incluir gêneros como Mandasuchus, Prestosuchus e Espondilosoma.
Em 1967, Alfred Sherwood Romer colocou os Saurosuchus e Rauisuchus dentro da Erythrosuchidae e adotou os Prestosuchidae para incluir Prestosuchus, Procerosuchus e Mandasuchus.
Prestosuchidae têm sido freqüentemente incluído como Rauisuchidae, embora tenham por vezes considerado o grupo irmão dos aetossauros em Pseudosuchia monofilético, ou como um pequeno clado intermediária entre Crurotarsi basal e arcossauros mais avançados, tais como o aetossauro e Rauisuchidae J. Michael Parrish 1993 cladística de arcossauros e crocodilianos coloca o Prestosuchidae (incluindo Prestosuchus, Ticinosuchus e Saurosuchus) fora dos crocodilomorfos, poposaurid, aetossauro. Na maioria dos cladogramas os Prestosuchideos são considerados derivados dos Phytossauro e Ornithosuchidae, e geralmente menos do que derivado dos Poposauridaes e aetossauros.

## Evolução do grupo
O mais antigo conhecido Prestosuchus é o Mandasuchus do Anisiano de Tanganica. Este já era um animal grande, cerca de 4,75 metros de comprimento.
Uma forma semelhante, porém menor (talvez do mesmo gênero) é Ticinosuchus do Triássico Médio (Anisiano-Ladiniano) da Suíça e do norte da Itália, que tinha cerca de 2,5 metros de comprimento. O enorme (6 metros) Batrachotomus do Triássico Médio (Ladiniano) da Alemanha, e Prestosuchus dos Triássico (Carniano) no Brasil pode estar estreitamente relacionado.Yarasuchus era um animal leve que existiu no Triássico Médio da Índia, que também parece pertencer a este grupo Yarasuchus was a lightly built animal from the Middle Triassic of India that also seems to belong to this group. Finalmente, Saurosuchus era um carnívoro enorme, 6 ou 7 metros de comprimento, cujos fósseis são conhecidos do Carniano da Argentina.

## Lista de gêneros
| Gênero         | Autor    | Ano  | Estatus | Idade               | Local           | Descrição                           | Imagens |
| -------------- | -------- | ---- | ------- | ------------------- | --------------- | ----------------------------------- | ------- |
| Batrachotomus  | Gower    | 1999 | Valid.  | Triássico Médio.    | Europa.         |                                     |         |
| Karamuru Vorax | Kischlat | 2000 | Valid.  | Triássico Médio.    | América do sul. |                                     |         |
| Mandasuchus    | Charig   | 1957 | Valid.  | Triássico Médio.    | Africa.         | — Sinônimo provável do Ticinosuchus |         |
| Prestosuchus   | Huene    | 1942 | Valid.  | Triássico Superior. | América do Sul. |                                     |         |
| Saurosuchus    | Reig     | 1959 | Valid.  | Triássico Superior. | América do Sul. |                                     |         |
| Ticinosuchus   | Krebs    | 1965 | Valid.  | Triássico Médio.    | Europa.         |                                     |         |
| Yarasuchus     | Sen      | 2005 | Valid.  | Triássico Médio.    | India.          |                                     |         |